# Jacques d’Armagnac

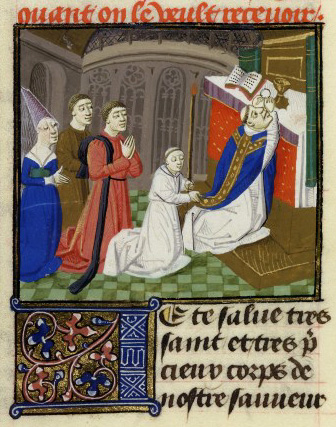

Jacques d’Armagnac (* 1433; † 4. August 1477) war Graf von Pardiac ab 1462 und Herzog von Nemours ab 1464. Er war der Sohn von Bernard d’Armagnac, Graf von Pardiac, und Éléonore de Bourbon, Gräfin von La Marche und Herzogin von Nemours.
1462 heiratete er in Poitiers Louise d’Anjou (1445–1477), Tochter von Graf Karl IV. von Maine und Isabella von Luxemburg; ihre Kinder waren:
- Jacques d’Armagnac († 1477),
- Jean d’Armagnac († 1500), Herzog von Nemours und Graf von Pardiac,
- Louis d’Armagnac (1472–1503), Herzog von Nemours und Graf von Guise,
- Marguerite d’Armagnac († 1503), Herzogin von Nemours, Gräfin von Guise, ⚭ Pierre I. de Rohan (1451–1513), Seigneur de Gié, Marschall von Frankreich
- Charlotte d’Armagnac († 1504), Herzogin von Nemours, Gräfin von Guise ⚭ Charles de Rohan († 1528), Seigneur de Gié, Sohn seines Schwagers Pierre I. de Rohan aus dessen erster Ehe
- Catherine († 1487), ⚭ 1484 Jean II. (* 1426; † 1488), Herzog von Bourbon

In seiner Jugend wurde er von König Ludwig XI. mit Vergünstigungen überhäuft, und dieser war es auch, der die Heirat mit einer seiner Cousinen arrangierte und ihn mit dem Herzogtum Nemours belehnte. Weit davon entfernt, sich dafür erkenntlich zu zeigen, gesellte Jacques d’Armagnac sich zu den Feinden des Königs und trat auch der Ligue du Bien public bei. Zwei Mal wurde er begnadigt, beim dritten Mal jedoch in Carlat belagert und gefangen genommen. Jacques d’Armagnac wurde in die Bastille gebracht, wo ihn der König in einen Eisenkäfig sperren ließ. Nach der Verurteilung durch das Parlement von Paris wurde er am 4. August 1477 hingerichtet.